# Liste der Biografien/Beno
Liste der Biografien |
Portal Biografien |
Personensuche
# |
A |
B |
C |
D |
E |
F |
G |
H |
I |
J |
K |
L |
M |
N |
O |
P |
Q |
R |
S |
T |
U |
V |
W |
X |
Y |
Z |
?
 
Ba |
Be |
Bd |
Bg |
Bh |
Bi |
Bj |
Bl |
Bm |
Bn |
Bo |
Br |
Bs |
Bu |
Bw |
By |
Bz
 
Bea–Beb |
Bec |
Bed |
Bee |
Bef |
Beg |
Beh |
Bei |
Bej |
Bek |
Bel |
Bem |
Ben |
Beo |
Bep |
Beq |
Ber |
Bes |
Bet |
Beu |
Bev |
Bew |
Bex |
Bey |
Bez
 
Bena |
Benb |
Benc |
Bend |
Bene |
Benf |
Beng |
Benh |
Beni |
Benj |
Benk |
Benl |
Benm |
Benn |
Beno |
Benq |
Benr |
Bens |
Bent |
Benu |
Benv |
Benw |
Beny |
Benz
Die Liste der Biografien führt alle Personen auf, die in der deutschsprachigen Wikipedia einen Artikel haben. Dieses ist eine Teilliste mit 83 Einträgen von Personen, deren Namen mit den Buchstaben „Beno“ beginnt.

## Beno
- Beňo, Peter (* 1972), slowakischer römisch-katholischer Geistlicher, Weihbischof in Nitra

### Benoa
- Benoa, Bastian (* 1988), deutscher Sänger, Songwriter

### Benob
- Benoby (* 1988), deutscher Popmusiker

### Benoe
- Benoé, Atanazy (1827–1894), polnischer Großgrundbesitzer, Abgeordneter im Galizischen Landtag und im Reichsrat

### Benoh
- Benöhr, Astrid (* 1957), deutsche Ultratriathletin
- Benöhr, Hans-Peter (1937–2017), deutscher Rechtshistoriker

### Benoi
- Benois, Albert Nikolajewitsch (1852–1936), russischer Maler
- Benois, Alexander Nikolajewitsch (1870–1960), russischer Maler, Schriftsteller, Kunsthistoriker, Kunstkritiker
- Benois, Leonti Nikolajewitsch (1856–1928), russischer Architekt, erbaute die Russische Kapelle in Darmstadt
- Benois, Nikolai Leontjewitsch (1813–1898), russischer Architekt
- Benoist, Alain de (* 1943), französischer Publizist und Philosoph, Vordenker der Neuen RechtenAlain de Benoist (* 1943)

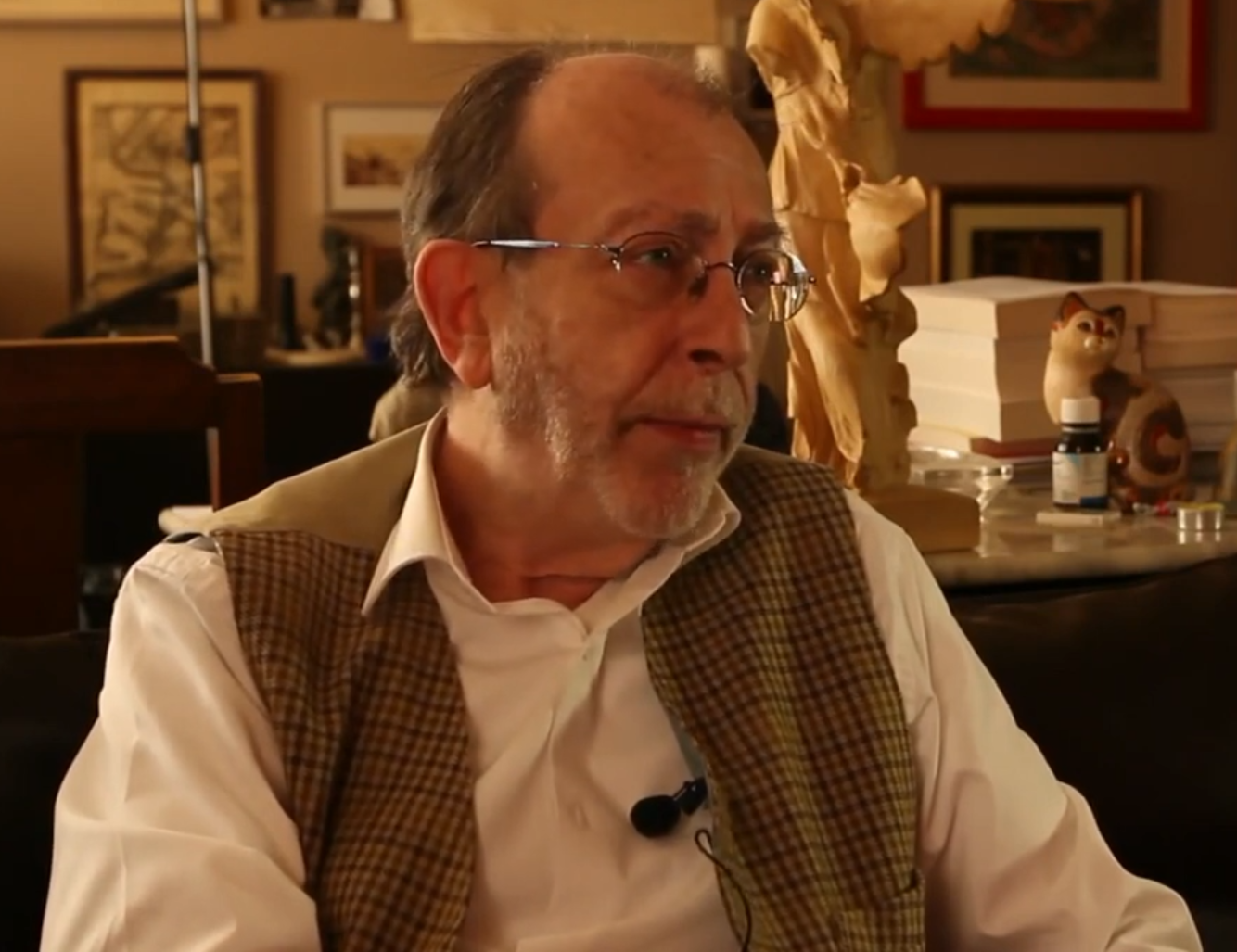
Alain de Benoist (* 1943)

- Benoist, Eugène (1831–1887), französischer Latinist
- Benoist, François (1794–1878), französischer Organist, Orgellehrer und Komponist
- Benoist, Luc (1893–1979), französischer Kunsthistoriker, Autor und Essayist
- Benoist, Marcel (1864–1918), französischer Rechtsanwalt
- Benoist, Marie-Guillemine (1768–1826), französische Malerin des Neoklassizismus
- Benoist, Maurice (1892–1951), französischer Autorennfahrer
- Benoist, Melissa (* 1988), US-amerikanische Sängerin und Schauspielerin
- Benoist, Robert (1895–1944), französischer Rennfahrer
- Benoist, Thomas Wesley (1874–1917), US-amerikanischer Luftfahrtpionier
- Benoist, Yves (* 1959), französischer Mathematiker
- Benoist-Méchin, Jacques (1901–1983), französischer Intellektueller, Journalist, Historiker, Musikwissenschaftler und Politiker
- Benoît d’Alignan († 1268), Abt von Sainte-Marie de Lagrasse, Bischof von Marseille
- Benoît de Sainte-Maure, französischsprachiger Autor
- Benoît de Termes, Seigneur
- Benoit, Abraham (1703–1775), Schweizer Magistrat
- Benoît, Adelin (1900–1954), belgischer Radrennfahrer
- Benoit, André (* 1984), kanadischer Eishockeyspieler
- Benoît, Camille (1851–1923), französischer Komponist, Musikkritiker, Kunstsammler und Kunsthistoriker
- Benoit, Chris (1967–2007), kanadischer WrestlerChris Benoit (1967–2007)

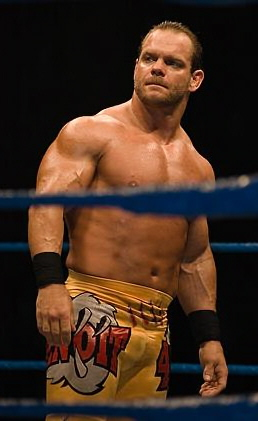
Chris Benoit (1967–2007)

- Benoit, Christine (* 1972), anglikanische Priesterin in den Seychellen
- Benoit, Claire-Lise de (1917–2008), Schweizer Schriftstellerin
- Benoit, David (* 1953), US-amerikanischer Jazz-Pianist, Komponist und Dirigent
- Benoit, David (* 1968), US-amerikanischer Basketballspieler
- Benoît, Francine (1894–1990), portugiesische Musikerin, Musiklehrerin, Komponistin, Dirigentin und Musikkritikerin
- Benoît, François (* 1936), haitianischer Politiker und Diplomat
- Benoît, Gédéon, preußischer Diplomat im Königreich Polen-Litauen, der die Funktion eines Botschafters ausübte (1752–1776)
- Benoit, Georg (1868–1953), deutscher Maschinenbauingenieur und Hochschullehrer
- Benoit, Germaine (1901–1983), französische Chemieingenieurin, Pharmakologin und Biologin
- Benoît, Jean (1922–2010), kanadisch-französischer Künstler des Surrealismus
- Benoît, Jean-Daniel (1886–1975), französischer evangelisch-reformierter Theologe
- Benoît, Jean-Marie (1954–2009), kanadischer Gitarrist und Filmkomponist
- Benoit, Joan (* 1957), US-amerikanische Marathonläuferin
- Benoît, Marie (* 1995), belgische TennisspielerinMarie Benoît (* 1995)

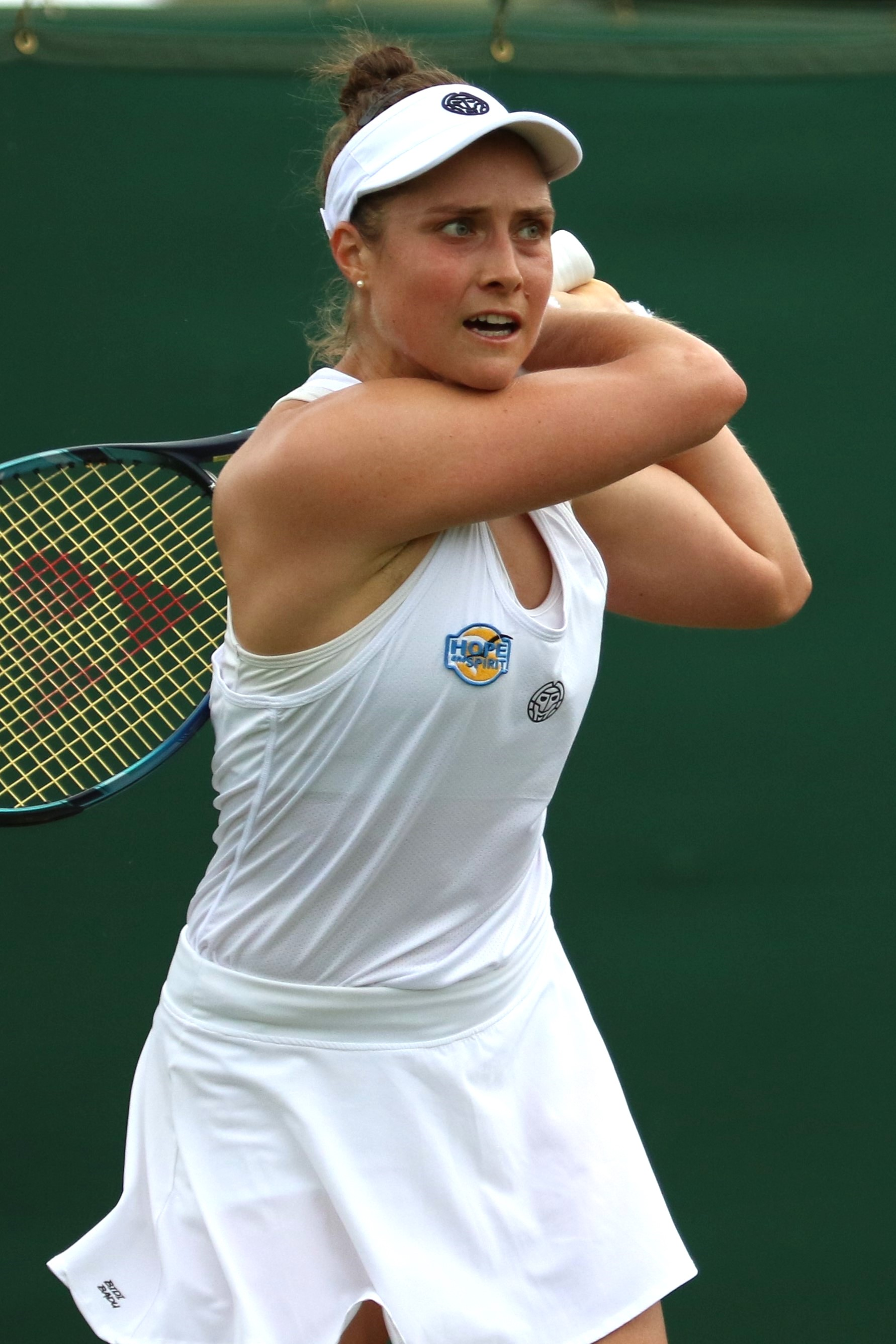
Marie Benoît (* 1995)

- Benoit, Michel (* 1949), französischer Schachspieler
- Benoit, Morgan (* 1980), US-amerikanischer Schauspieler, Stuntman und Filmproduzent
- Benoît, Olivier (* 1969), französischer Jazzgitarrist und Dirigent
- Benoit, Paul (1893–1979), luxemburgischer Benediktinerpater, Organist und Komponist
- Benoit, Pedro Bartolomé (1921–2012), dominikanischer Politiker
- Benoit, Peter (1834–1901), belgischer Komponist
- Benoit, Pierre (1886–1962), französischer Schriftsteller
- Benoit, Pierre (1906–1987), französischer Ordensgeistlicher und Neutestamentler
- Benoit, Pierre (* 1939), Schweizer Architekt
- Benoit, Pierre L. G. (1920–1995), belgischer Agraringenieur, Entomologe und Arachnologe
- Benoît, Raymond, französischer Ruderer
- Benoît, Steven (* 1965), haitianischer Politiker
- Benoit, Tab (* 1967), US-amerikanischer Blues-Gitarrist, Sänger und Komponist
- Benoît, Ted (1947–2016), französischer Comiczeichner
- Benoit, Tessa (* 1977), US-amerikanische Skilangläuferin
- Benoit, Thierry (* 1966), französischer Politiker, Mitglied der Nationalversammlung
- Benoit, Wilhelm (1826–1914), deutscher Baumeister und Politiker, MdR
- Benoit, Yasmin (* 1996), britisches Model, Aktivistin und Schriftstellerin
- Benoît-Fresco, Françoise, Szenenbildnerin
- Benoit-Gonnin, Jacques (* 1952), französischer Theologe und Bischof von Beauvais
- Benoit-Lévy, Jules (1866–1952), französischer Maler und Fotograf
- Benoît-Rohmer, Florence (* 1952), französische Rechtswissenschaftlerin

### Benol
- Benoliel, Joshua (1873–1932), britischer Fotojournalist
- Benölken, Heinz (* 1942), deutscher Unternehmensberater und Autor
- Benölken, Wilhelm (1889–1965), deutscher Politiker

### Benoo
- Benoot, Tiesj (* 1994), belgischer RadrennfahrerTiesj Benoot (* 1994)

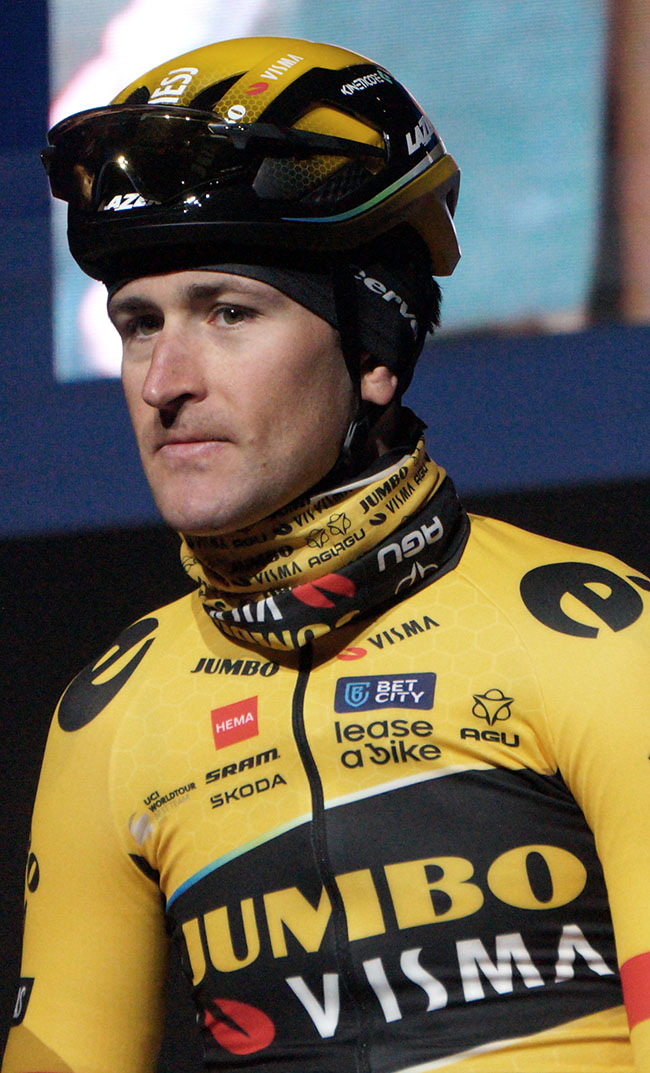
Tiesj Benoot (* 1994)

### Benot
- Benot, Eduardo (1822–1907), spanischer Politiker, Pädagoge, Mathematiker, Autor, Sprachwissenschaftler, Romanist und Hispanist
- Benot, Yves (1920–2005), französischer Historiker, Sklaverei- und Kolonialismus-Forscher und Journalist
- Benotman, Noman (* 1967), libyscher politischer Aktivist und ehemaliger Dschihadist
- Benotto, Giovanni Paolo (* 1949), italienischer Geistlicher, emeritierter römisch-katholischer Erzbischof von Pisa

### Benou
- Benoun, Badr (* 1993), marokkanischer Fußballspieler
- Benouna, Ali († 1980), algerisch-französischer Fußballspieler
- Benouville, Jean-Achille (1815–1891), französischer Maler
- Benouville, Léon (1821–1859), französischer Maler
- Benouville, Léon (1860–1903), französischer Architekt des Jugendstils
- Benouza, Mohamed (* 1972), algerischer Fußballschiedsrichter

### Benov
- Beňová, Jana (* 1974), slowakische Schriftstellerin und Publizistin
- Beňová, Monika (* 1968), slowakische Politikerin (SMER), MdEP

### Benoz
- Benoziglio, Jean-Luc (1941–2013), Schweizer Schriftsteller